# Палики (станція)
Палики (рос. Палики) — залізнична станція в Думіницькому районі Калузької області Російської Федерації.
Населення становить 166 осіб. Входить до складу муніципального утворення Присілок Буда.

## Історія
Від 2004 року входить до складу муніципального утворення Присілок Буда.

## Населення
| 2002 | 2010 |
| ---- | ---- |
| 178  | ↘166 |